# Le Démon de la haine
Pour plus de détails, voir Fiche technique et Distribution.
Le Démon de la haine (The Money Maniac) est un film américain réalisé par Léonce Perret et sorti en 1921.
C'est son dernier film réalisé aux États-Unis avant son retour en France.

## Synopsis
Joe Hoggart, un aventurier, achète une concession au Texas avec trois associés. Quinze ans plus tard l'exploitation est mise en vente, Joe cherche à s'approprier les certificats de propriété de ses anciens associés.

## Fiche technique
- Titre anglais : The Money Maniac
- Réalisation : Léonce Perret
- Scénario : Léonce Perret d'après le roman Rolande immolée de Louis Létang[1]
- Production : Les Films Léonce Perret
- Photographie : René Guissart
- Dates de sortie: 
  - juillet 1921 (USA)
  - mai 1922 France[2]

## Distribution
- Robert Elliott : Didier Bouchard
- Henry G. Sell : Milo d'Espail
- Marcya Capri : Rolande Garros
- Lucy Fox : Thérèse Garros
- Ivo Dawson : Joe Hoggart
- Eugène Bréon : Bill Shopps
- Armand Dutertre

## Sources
- Henri Bousquet, De Pathé frères à Pathé Cinéma (1915-1927), Bures-sur-Yvette, Editions Henri Bousquet, 1994-2004